# 西畴悬钩子
西畴悬钩子（学名：Rubus xichouensis）为蔷薇科悬钩子属的植物，是中国的特有植物。分布在中国大陆的云南等地，多生长在生中海拔山坡疏林内或常绿阔叶林下，目前尚未由人工引种栽培。